# Matías Nicolás Rojas
Matías Nicolás Rojas Romero (Asunción, Paraguay, 3 de noviembre de 1995) es un futbolista paraguayo que se desempeña en la posición de extremo o  mediocampista izquierdo en el Portland Timbers de la Major League Soccer.

## Trayectoria

### Cerro Porteño
Rojas debutó como profesional en el Club Cerro Porteño, en 2014, por la Primera División de Paraguay, en marzo, durante un encuentro ante Nacional. Un año más tarde, marca su primer gol como profesional, el 13 de marzo de 2015, en el encuentro en que Cerro vence al Club Deportivo Capiatá por 3 a 2, en el Estadio Defensores del Chaco. En 2015, en total, juega 19 partidos y anota 2 goles con el ciclón de barrio obrero, y al año siguiente debuta a nivel internacional en competiciones Conmebol, el 18 de agosto, en el partido de vuelta contra el Club Fénix de Uruguay, por la Copa Sudamericana 2016, cotejo que terminó ganando Cerro por 2 a 0.

### Lanús
El 10 de enero de 2017, Matías fue cedido al Club Atlético Lanús de la Primera División de Argentina. En el "granate" permanece por 17 meses, jugando 18 partidos, brindando 2 asistencias y anotando 1 gol en el partido de junio de 2017, ante el Club Sportivo Barracas por la Copa Argentina, encuentro que ganaría Lanús por 5 a 1.

### Defensa y Justicia
El 30 de junio de 2018 es cedido al Defensa y Justicia, también de la Primera División de Argentina. Con el "halcón de Varela" consigue anotar en su debut, en el empate 1 a 1 ante el Club Atlético Belgrano de Córdoba, y con el correr de los partidos consigue un gran nivel, disputando 22 partidos y anotando 10 goles (5 de ellos de tiro libre) hasta enero de 2019, destacándose el gol de tiro libre que marcó a River Plate en el Monumental el 19 de enero de 2019, por el partido postergado en el que Defensa venció a River por 1 a 0, con dicha anotación de Rojas.

### Racing Club

#### Temporada2019-20
Después de una gran campaña en el Halcón de Varela pasa a Racing Club que adquiere el 50% de su ficha en 2.500.000 de dólares con opción a un 30% más a futuro y firmando un contrato por 4 años y medio con el club de Avellaneda.
Su primer gol en Racing fue para abrir el marcador ante Talleres de Córdoba el 24 de noviembre en la fecha 14 de la Superliga Argentina. 
El 14 de diciembre del 2019, marca sus dos goles con la camiseta académica, en la final del Trofeo de Campeones de la Superliga 2018-19, frente a Tigre. El resultado sería 2 a 0 a favor de la Academia, y se consagraría campeón con la camiseta de Racing por primera vez.  
En 21 de octubre del 2020, anotaría un increíble golazo de tiro libre frente a Estudiantes de Mérida por última fecha de la fase de grupos de la Copa Libertadores. Convierte así, su primer gol en una competencia internacional. El 27 de diciembre de ese mismo año, anota 2 goles en la goleada 6 a 1 ante Godoy Cruz y asiste a su compañero paraguayo Lorenzo Melgarejo, por la fase complementación de la Copa Diego Maradona. Una fecha después, convierte otro gol de tiro libre ante Central Córdoba en el empate 2 a 2. 

#### Temporadas2021y2022
Durante todo el 2021, tan solo hizo un gol ante Atlético Tucumán en la fecha 20 del torneo de la Liga Profesional. Su bajo rendimiento le hizo ganarse un gran número de críticas por parte de algunos hinchas de Racing, quienes se expresaron inicialmente en las redes sociales; debido a que, por medidas preventivas del COVID-19, la gente no concurría a los estadios. Con Juan Antonio Pizzi se mantuvo algunos partidos en el equipo inicial, sin embargo, el despido del entrenador y la llegada de Claudio Úbeda como interino le hizo perder rodaje. En octubre llega a Racing Fernando Gago, quien comienza a considerar al futbolista. Las lesiones en este año no le permitieron rendir en la campo de juego.

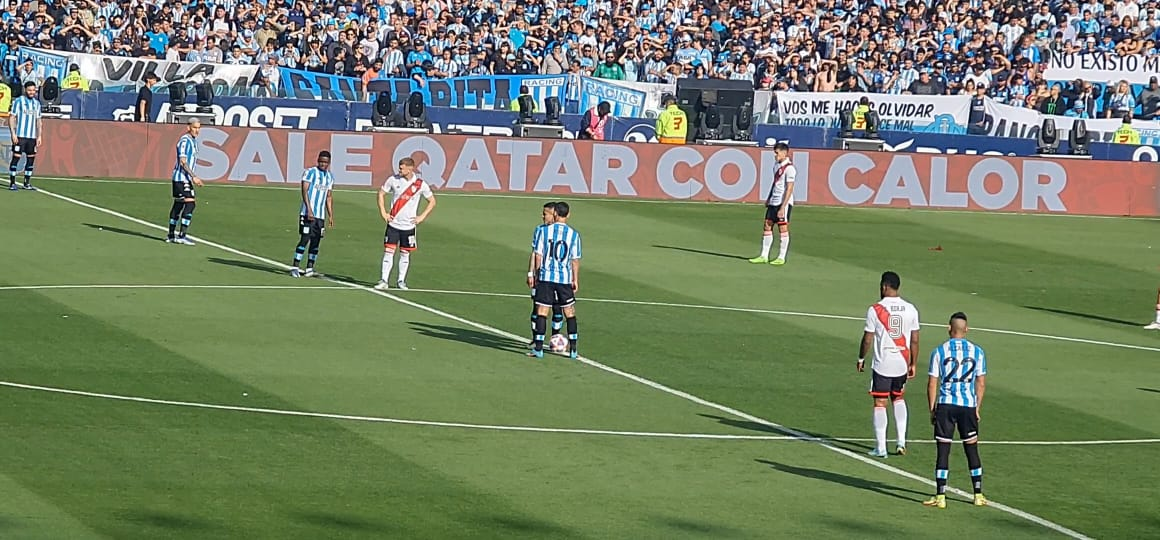
Matías Rojas da inicio al partido contra River Plate el 23 de octubre de 2022.

En 2022 comienza a ganar terreno en el equipo y vuelve a convertir goles. El primero de ellos fue ante Patronato en la jornada 11 de la Copa de la Liga, en esta competencia, se perdió cuatro partidos por una distensión. En la semifinal contra Boca Juniors, tan solo dura 45 minutos, y se retira aplaudido y ovacionado. Sufrió un desgarro mientras se jugaba el partido, por lo que se perdió los siguientes cruces de Copa Sudamericana y Copa Argentina. Cuando vuelve a las canchas, le convierte goles a Vélez Sarsfield (2-0), Banfield (2-0), Tigre (3-3) y Defensa y Justicia (3-3). El 23 de octubre convierte un gol ante River Plate para abrir el marcador, sin embargo, Racing quedaría subcampeón del torneo al perder el partido por 2 a 1. 
El 6 de noviembre del 2022, vuelve a ser partícipe de un gol en una final. Esta vez, ante Boca Juniors, para empatar el partido parcialmente 1-1. Se coronaría campeón con la academia por segunda vez (marcador final 2-1).

#### Temporada2023
En 2023 se vuelve a coronar campeón con Racing Club de la Supercopa Internacional, a pesar de no haberla jugado, tras derrotar a Boca Juniors por 2 a 1 en Abu Dabi. 
En la primera fecha intentó convertir un gol tras un  remate de media distancia contra Belgrano, sin embargo, la pelota pegó en el poste superior para después rebotar en el suelo, provocando así un gol fantasma no convalidado por el árbitro. Su primer gol fue de tiro libre contra Arsenal de Sarandí, para sentenciar la victoria por 3 a 0. Posteriormente convertiría un golazo a Lanús en la victoria por 2 a 1. 
En mayo les convirtió goles a Sarmiento de Junín, en la victoria por 1 a 0, y a Unión de Santa Fe, de penal, en la victoria por 3 a 1. 
En la Copa Libertadores convertiría un gol récord, tras realizar un remate desde el su propio campo hacia el arco rival, realizando así un gol a 67 metros de distancia, contra el club Ñublense de Chile. Este golazo fue recomendado por la FIFA para el Premio Puskás. Ese mismo mes, le convirtió un gol de penal al máximo rival de Racing, el Club Atlético Independiente, para empatar el partido 1 a 1.
El 3 de junio, vuelve a jugar con Racing después de una lesión que sufrió en el clásico contra Boca, ante Banfield, en aquel encuentro erraría un penal. Después de eso sería silbado por algunos hinchas y es por eso que declaró que en realidad "había que silbar al presidente", por no llegar a un acuerdo con su renovación.
El 8 de junio le convierte un gol a Flamengo en el Maracaná, para empatar parcialmente el partido 1 a 1.  En medio de la incertidumbre por su futuro, cuando un periodista le dice que la hinchada del Corinthians lo espera, el acude afirmando con la cabeza. Posteriormente en una entrevista, declararía que "no se puede hacer cargo de los platos de los demás".
El 28 de junio de 2023, juega su último partido partido en Racing en el Cilindro de Avellaneda ante Ñublense por Copa Libertadores. Sería sustituido casi con el segundo tiempo finalizado, el recibiría ovación de una gran parcialidad del estadio. Un día después, declararía que le agradece todo a la gente de Racing.

### Corinthians
El 28 de junio de 2023 se hizo oficial su llegada a Corinthians Paulista de Brasil por una cifra de 9 millones de dólares.

### Inter de Miami
En abril de 2024 fue transferido al Inter de MIami.

### River Plate
En enero de 2025 fue transferido al River Plate de Argentina.

### Portland Timbers
En agosto de 2025 fue transferido al Portland Timbers.

## Selección nacional

### Goles en la selección
| Goles con la Selección de Paraguay | Goles con la Selección de Paraguay | Goles con la Selección de Paraguay | Goles con la Selección de Paraguay | Goles con la Selección de Paraguay | Goles con la Selección de Paraguay | Goles con la Selección de Paraguay | Goles con la Selección de Paraguay | Goles con la Selección de Paraguay |
| Resultados                         | Resultados                         | Resultados                         | Resultados                         | Lugar                              | Estadio                            | Fecha                              | Tipo                               | Goles                              |
| ---------------------------------- | ---------------------------------- | ---------------------------------- | ---------------------------------- | ---------------------------------- | ---------------------------------- | ---------------------------------- | ---------------------------------- | ---------------------------------- |
| Paraguay                           | 2                                  | 3                                  | Chile                              | Santiago                           | Monumental                         | 27 de marzo de 2023                | Amistoso                           | 1 gol                              |

Para un total de 1 gol.

### Participaciones en Copa América
| Torneo            | Sede           | Resultado        | Partidos | Goles |
| ----------------- | -------------- | ---------------- | -------- | ----- |
| Copa América 2019 | Brasil         | Cuartos de final | 2        | 0     |
| Copa América 2024 | Estados Unidos | Fase de grupos   | 1        | 0     |

## Estadísticas

### Clubes
- Actualizado hasta su ultimo club.

| Club                            | Temporada           | Liga | Liga | Liga | Copas Nacionales | Copas Nacionales | Copas Nacionales | Copas Internacionales | Copas Internacionales | Copas Internacionales | Total | Total | Total |
| Club                            | Temporada           | PJ   | G    | A    | PJ               | G                | A                | PJ                    | G                     | A                     | PJ    | G     | A     |
| ------------------------------- | ------------------- | ---- | ---- | ---- | ---------------- | ---------------- | ---------------- | --------------------- | --------------------- | --------------------- | ----- | ----- | ----- |
| Cerro Porteño Paraguay          |                     |      |      |      |                  |                  |                  |                       |                       |                       |       |       |       |
| 2014                            | 1                   | 0    | 0    | -    | -                | -                | 0                | 0                     | 0                     | 1                     | 0     | 0     |       |
| 2015                            | 19                  | 2    | 0    | -    | -                | -                | 0                | 0                     | 0                     | 19                    | 2     | 0     |       |
| 2016                            | 11                  | 0    | 0    | -    | -                | -                | 4                | 0                     | 0                     | 15                    | 0     | 0     |       |
| Total                           | 31                  | 2    | 0    | 0    | 0                | 0                | 4                | 0                     | 0                     | 35                    | 2     | 0     |       |
| Lanús Argentina                 |                     |      |      |      |                  |                  |                  |                       |                       |                       |       |       |       |
| 2017-18                         | 9                   | 0    | 2    | 2    | 1                | 0                | 7                | 0                     | 0                     | 18                    | 1     | 2     |       |
| Total                           | 9                   | 0    | 2    | 2    | 1                | 0                | 7                | 0                     | 0                     | 18                    | 1     | 2     |       |
| Defensa y Justicia Argentina    | 2018-19             | 22   | 10   | 2    | 3                | 0                | 0                | 2                     | 0                     | 0                     | 27    | 10    | 2     |
| Defensa y Justicia Argentina    | Total               | 22   | 10   | 2    | 3                | 0                | 0                | 2                     | 0                     | 0                     | 27    | 10    | 2     |
| Racing Club Argentina           | 2019-20             | 23   | 1    | 3    | 3                | 4                | 0                | 2                     | 0                     | 0                     | 28    | 5     | 3     |
| Racing Club Argentina           | 2020                | -    | -    | -    | 5                | 3                | 0                | 6                     | 1                     | 0                     | 11    | 4     | 0     |
| Racing Club Argentina           | 2021                | 15   | 1    | 1    | 19               | 0                | 3                | 5                     | 0                     | 0                     | 39    | 1     | 4     |
| Racing Club Argentina           | 2022                | 17   | 5    | 4    | 16               | 2                | 1                | 4                     | 0                     | 0                     | 37    | 7     | 5     |
| Racing Club Argentina           | 2023                | 14   | 6    | 1    | 1                | 0                | 0                | 3                     | 3                     | 0                     | 19    | 9     | 1     |
| Racing Club Argentina           | Total               | 68   | 13   | 9    | 44               | 9                | 4                | 17                    | 1                     | 0                     | 134   | 27    | 13    |
| Corinthians · Brasil            |                     |      |      |      |                  |                  |                  |                       |                       |                       |       |       |       |
| 2023-24                         | 15                  | 0    | 1    | 12   | 0                | 1                | 3                | 0                     | 1                     | 30                    | 0     | 3     |       |
| Total                           | 15                  | 0    | 1    | 12   | 0                | 1                | 3                | 0                     | 1                     | 30                    | 0     | 3     |       |
| Inter Miami Estados Unidos      |                     |      |      |      |                  |                  |                  |                       |                       |                       |       |       |       |
| 2024                            | 16                  | 5    | 2    | 0    | 0                | 0                | 4                | 4                     | 0                     | 20                    | 9     | 2     |       |
| Total                           | 16                  | 5    | 2    | 0    | 0                | 0                | 4                | 4                     | 0                     | 20                    | 9     | 2     |       |
| River Plate Argentina           | 2025                | 5    | 1    | 0    | 1                | 0                | 0                | 2                     | 0                     | 0                     | 8     | 1     | 0     |
| River Plate Argentina           | Total               | 5    | 1    | 0    | 1                | 0                | 0                | 2                     | 0                     | 0                     | 8     | 1     | 0     |
| Portland Timbers Estados Unidos |                     |      |      |      |                  |                  |                  |                       |                       |                       |       |       |       |
| 2025                            | 0                   | 0    | 0    | 0    | 0                | 0                | 0                | 0                     | 0                     | 0                     | 0     | 0     |       |
| Total                           | 0                   | 0    | 0    | 0    | 0                | 0                | 0                | 0                     | 0                     | 0                     | 0     | 0     |       |
| Total en su carrera             | Total en su carrera | 154  | 29   | 14   | 52               | 10               | 4                | 35                    | 1                     | 0                     | 246   | 44    | 19    |

## Palmarés

### Títulos nacionales
| Título                 | Club                 | Sede           | Año  |
| ---------------------- | -------------------- | -------------- | ---- |
| Trofeo de Campeones    | Racing Club          | Mar del Plata  | 2019 |
| Trofeo de Campeones    | Racing Club          | San Luis       | 2022 |
| MLS Supporter's Shield | Inter de Miami C. F. | Estados Unidos | 2024 |

### Distinciones individuales
| Distinción                                         | Año     |
| -------------------------------------------------- | ------- |
| Miembro del Equipo ideal de la Superliga Argentina | 2018-19 |